# 利恩足球會
利恩足球會（挪威語：Lyn Fotball）是一支位於奧斯陸的挪威足球球會，成立於1896年3月3日。利恩是挪威其中一支最早成立的球會，而且也是1902年挪威足球協會的創始成員。利恩同時也是一間滑雪會，同樣擁有悠久和光輝的歷史，一起組成利恩滑雪和足球會。而利恩也擁有另一隊球隊:利恩二隊，一隊以年青球員為主的球隊，而NTG/利恩，再加上幾隊以年齡為主導的球隊。而利恩此字有閃電的意思。
利恩一隊倚賴年輕的天才球員，和年老而具經驗的球員。利恩在培訓年輕球員方面具有名譽，所以得到「挪超聯最年輕的球隊」的美譽。再加上體育協會NTG(Norges Toppidrettsgymnas)，舉辦不少青少年活動，令利恩的天才球員不斷訓練和代表一隊作賽，為這班未來骨幹提供了寶貴的經驗。
利恩的球迷在1992年成立了球迷會- Bastionen。球迷會現在（2005年）有大約1，600名會員。他們擁有的酒吧叫Horgans，位於皇宮(Royal Palace)的附近。

## 歷史
利恩在二十世紀早期獲得不少成功，奪得不少杯賽冠軍，雖然未能贏得聯賽冠軍，但已被視為挪威一支勁旅。而在1936年挪威國家隊奪得奧運金牌的陣中，就有六個球員來自利恩，當時國家隊的隊長就是利恩球員Jørgen Juve，他直到現在仍然是國家隊有史以來最多入球的球員。
而利恩第一次贏得挪超聯冠軍是在1964年，而1968年他們更贏得雙料冠軍，分別奪得挪超聯冠軍和挪威杯冠軍，同時也成為首支打入歐洲聯賽冠軍杯半準決賽的挪威球隊。
雙料冠軍後的利恩就開始走下坡，利恩之後降班，在較低組別聯賽徘徊了20年，其中只是間中升上超級聯賽。而這也令球迷流失，利恩也因此失去一大批的支持者。而九十年代的利恩不斷在挪超聯和挪甲聯間升降，1994年利恩打入了挪威杯總決賽，但僅敗在莫迪手上。
Atle Brynestad在1999年收購了利恩，有效地令球會避免破產。在2000年，球會在甲組以驚人的成績獲得升上挪超聯的機會，自此就一直處於聯賽上游位置。在2002年賽季，強化了的利恩在早期排第一，而球隊大半季都獲得不少分數，但後來災難性的滑落令球會最後僅得第三名，滑落的部份原因是經常轉換教練，而這個情況一直持續到下一季。在之後的時間，利恩都在下游的位置掙扎，幸好在隊長Tommy Berntsen帶領下，球隊才不致降班。他後來出任球會教練，是利恩兩年內的第五個，現已離職。2004年是利恩復原的一年，以第六名完成聯賽，和打入挪威杯決賽，但給白蘭恩擊敗。
2005年的利恩，無論在場內還是場外，都發生了很多事。球隊的青少年培訓計劃開始見到成果，而前國家隊成員亨宁·伯格出任新教練，帶領球隊奪得第三名。而利恩也自1968年以來首次於主場擊敗洛辛堡，而其後作客也能取勝。利恩延續其八場對華拉倫加的比賽都不敗的紀錄，而兩隊之間的對戰已成為近年挪威唯一真正的打比戰。在四月，尼日利亞天才中場米基爾和曼聯簽訂合約，而根據利恩董事總經理Morgan Andersen的合約，這是挪威有史以來最貴的轉會。而這宗轉會引起不少球會間的爭執，而米基爾最後沒有轉會至曼聯，而改投車路士，轉會費達1600萬英鎊，其中400萬鎊歸利恩，而1200萬給曼聯以買斷其優先協議。

## 球場

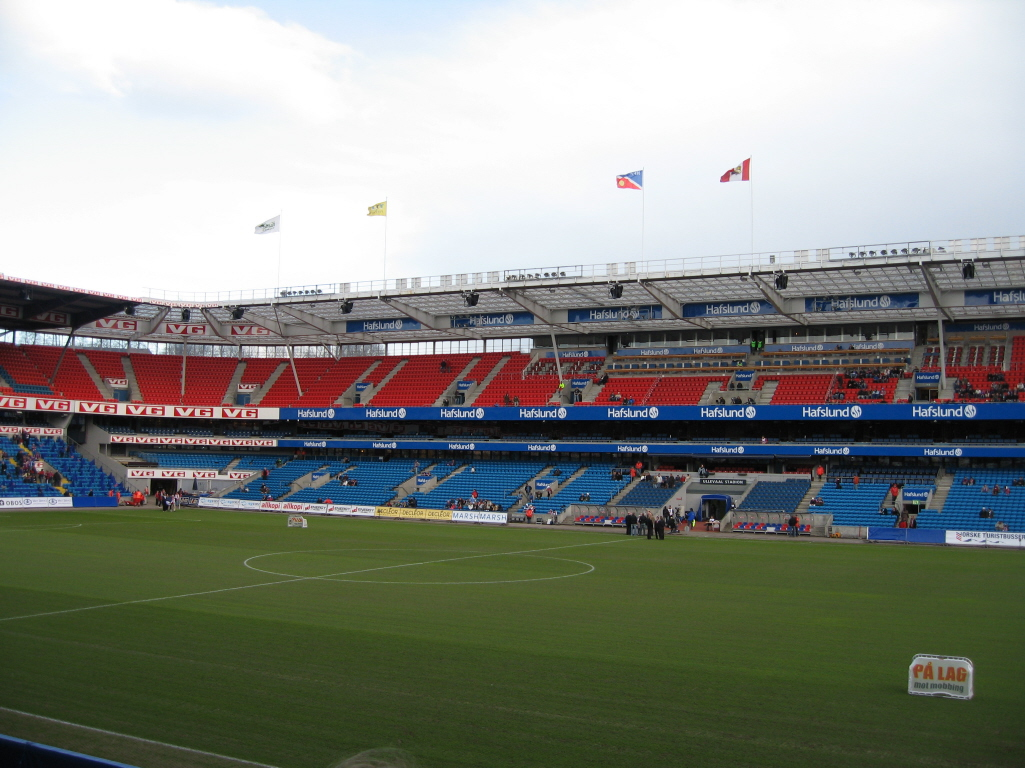
烏利華球場， 利恩的主場

利恩的主場烏利華球場（Ullevaal Stadion）也是國家隊的主場，在1926年由王子奧拉夫五世主持開幕典禮。而奧拉夫五世可以說是利恩的忠實球迷，他同時也是球隊終身榮譽會員。而挪威足球協會在1960年擁有球場大部份股權，而自此以後利恩減至只擁有13。07%的球場股權。
本來球場有一條田徑跑道，能容納35，000人。後來田徑跑道被移除，而球場近年也有重大重新發展。最近的一次在1999年完成，主要是重建主看台，而全座位的球場能容納25，572人，遠比平均入場人數高(去年平均有6，459人)，而球會也選擇留在此球場最少到2010年。

## 現役球員
截止：2008年8月6日

## 著名球員
根據首次出場年份排列：
- 1896年至1900年代：Bredo Eriksen (1896), Erling Maartmann (1905), Rolf Maartmann (1905), Victor Nysted (1905), Kristian Krefting (1909), Nikolai Ramm Østgaard (1909)
- 1910年代：Per Skou (1911), Otto Aulie (1919)
- 1920年代：Jean Louis Bretteville (1922), Jørgen Juve (1927), Frithjof Ulleberg (1929),
- 1930年代：Øivind Holmsen (1932), Fredrik Horn (1933), Magnar Isaksen (1933), Arne Brustad
- 1940年代：Tom Blohm (1945), Marlow Braathen (1945), Knut Osnes (1945), Lloyd Pettersen (1945), John Sveinsson (1945)
- 1950年代：Axel Berg (1955), Arild Gulden (1959)
- 1960年代：Andreas Morisbak (1961), Finn Seemann (1963), Ola Dybwad-Olsen (1964), Knut Kolle (1964), Harald Berg (1965), Helge Østvold (1967), Jan Berg, Jan Rodvang
- 1970年代：
- 1980年代：Tom Sundby (1981), Simen Agdestein (1984)
- 1990年代：Axel Kolle (1991), Ronny Johnsen (1992), Jan Derek Sørensen (1992), Jo Tessem (1994), Hassan El Fakiri (1995), Tommy Nilsen (1995)
- 2000年代：Ole Bjørn Sundgot (2000), Tommy Berntsen (2002), Jonny Hanssen (2002), Steven Lustü (2002), Ali Al Habsi (2003), Øyvind Leonhardsen (2004), John Obi Mikel (2005)

## 成就
- 挪威足球超級聯賽:
  - 冠軍(2): 1964, 1968
  - 亞軍(4): 1937-38, 1963, 1965, 1971

- 挪威盃:
  - 冠軍(8): 1908, 1909, 1910, 1911, 1945, 1946, 1967, 1968
  - 亞軍(6): 1923, 1928, 1966, 1970, 1994, 2004

## 紀錄

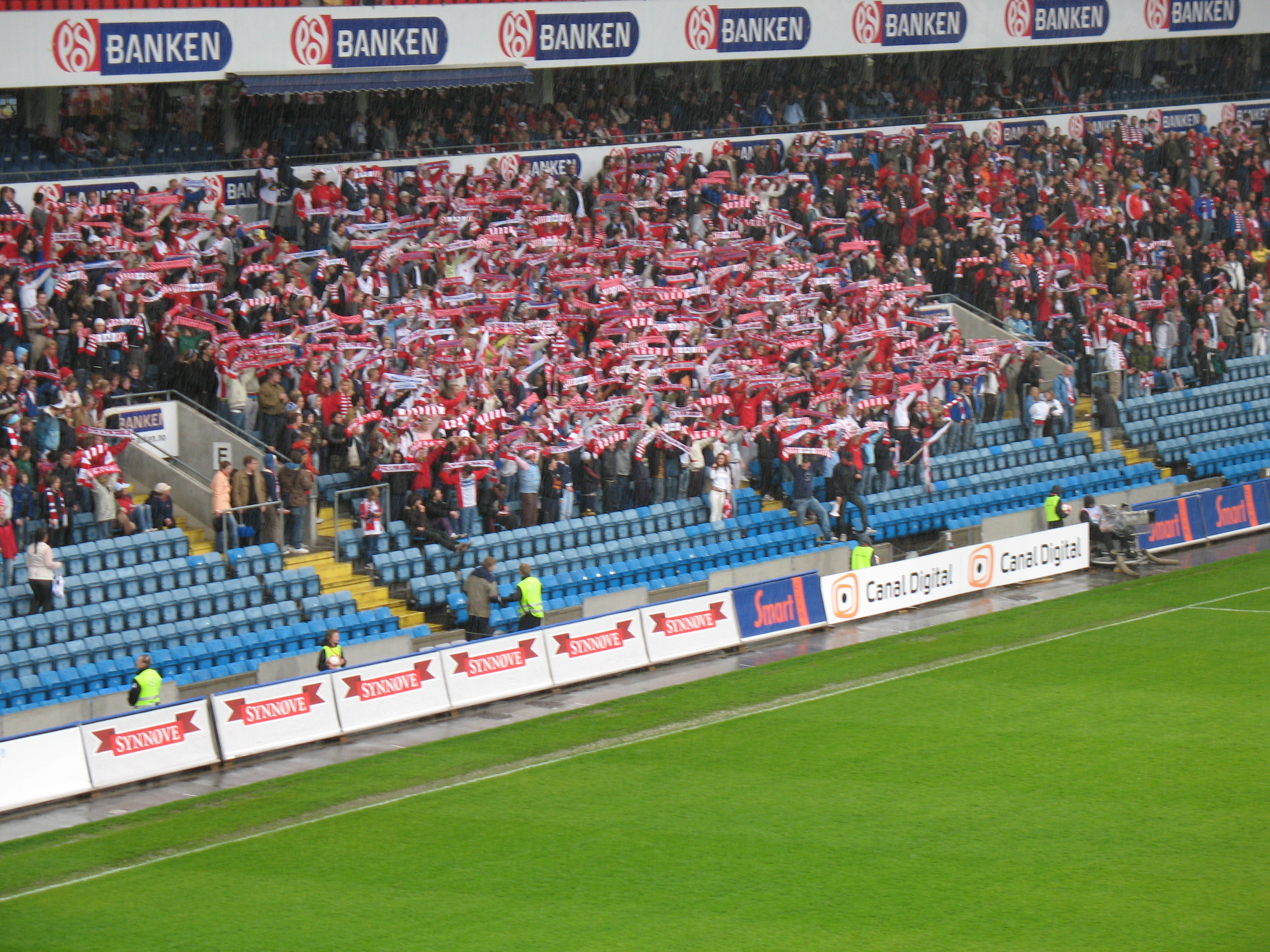
“Bastionen”, 利恩的球迷會

- 最大主場勝利: 11-2 對維京, 1968年7月28日
- 最大作客勝利: 14-2 對Kristiansund F.K., 1951年5月6日
- 最大主場落敗: 1-8 對斯特隆戈塞特, 1969年5月16日
- 最大作客落敗: 1-10 對斯特隆戈塞特, 1968年6月16日
- 最高入場人數(主場): 35,000 對Sarpsborg F.K., 1946年9月29日
- 最高單季平均入場人數: 8089人, 1968年
- 最多出場次數(聯賽): 219次, Ola Dybwad-Olsen 1964年-1978年
- 最多出場次數(總計): 119次, Ola Dybwad-Olsen 1964年-1978年
- 最多單場入球(聯賽): 8球, Knut Osnes 對S.K. Falken
- 最多單場入球(歐洲足協杯): 6球, Eldar Hadzimehmedovic 對Runavik, 2003年8月28日

## 外部連結
- 官方網站（页面存档备份，存于）
- Bastionen: 球迷網站（页面存档备份，存于）